# Masao Takahashi
Masao Takahashi –en japonés, 高橋 政男, Takahashi Masao– (22 de noviembre de 1954) es un deportista japonés que compitió en judo. Ganó una medalla de bronce en el Campeonato Mundial de Judo de 1979 en la categoría de –86 kg.

## Palmarés internacional
| Campeonato Mundial | Campeonato Mundial | Campeonato Mundial | Campeonato Mundial |
| Año                | Lugar              | Medalla            | Categoría          |
| ------------------ | ------------------ | ------------------ | ------------------ |
| 1979               | París (Francia)    | Medalla de bronce  | –86 kg             |